# Kim Tai-soo (Filmemacher)
Kim Tai-soo, auch Jin Tai-Zhu (* 10. Juli 1939) ist ein südkoreanischer Filmemacher und Politiker.

## Leben
Kim besuchte die Dongguk Universität und gründete 1966 eine Filmproduktionsfirma. Er produzierte zahlreiche Spielfilme, darunter Das Spiel des Todes von 1978. Kim verkaufte seine Filmproduktionsfirma, nachdem er 1981 in die Gukhoe gewählt wurde. Er gehörte dieser die Legislaturperiode bis 1985 an. Danach war er als Funktionär weiter für die Minju Hanguk Dang tätig, einer Partei die von 1981 bis 1988 bestand.

## Filmografie (Auswahl)
- 1971: Ghost Wolf Girl[1]
- 1975: Viper
- 1975: Kill the Ninja
- 1975: Invitation from Hell
- 1976: Deadly Roulette
- 1976: Deadly Kick
- 1976: Great Escape from Women's Prison
- 1976: The Obsessed
- 1977: A Blow of Fury
- 1977: Blazing Fists
- 1977: Only Son for Four Generations
- 1977: Righteous Fighter
- 1977: Bruce and Dragon Fist
- 1977: Tigresses
- 1978: Enter the Game of Death
- 1978: The Shaolin Fighters
- 1978: Dynamite Shaolin Heroes
- 1980: Lover's Fist
- 1980: Laughing Fist
- 1980: Lady Snake Fist